# Erzberg

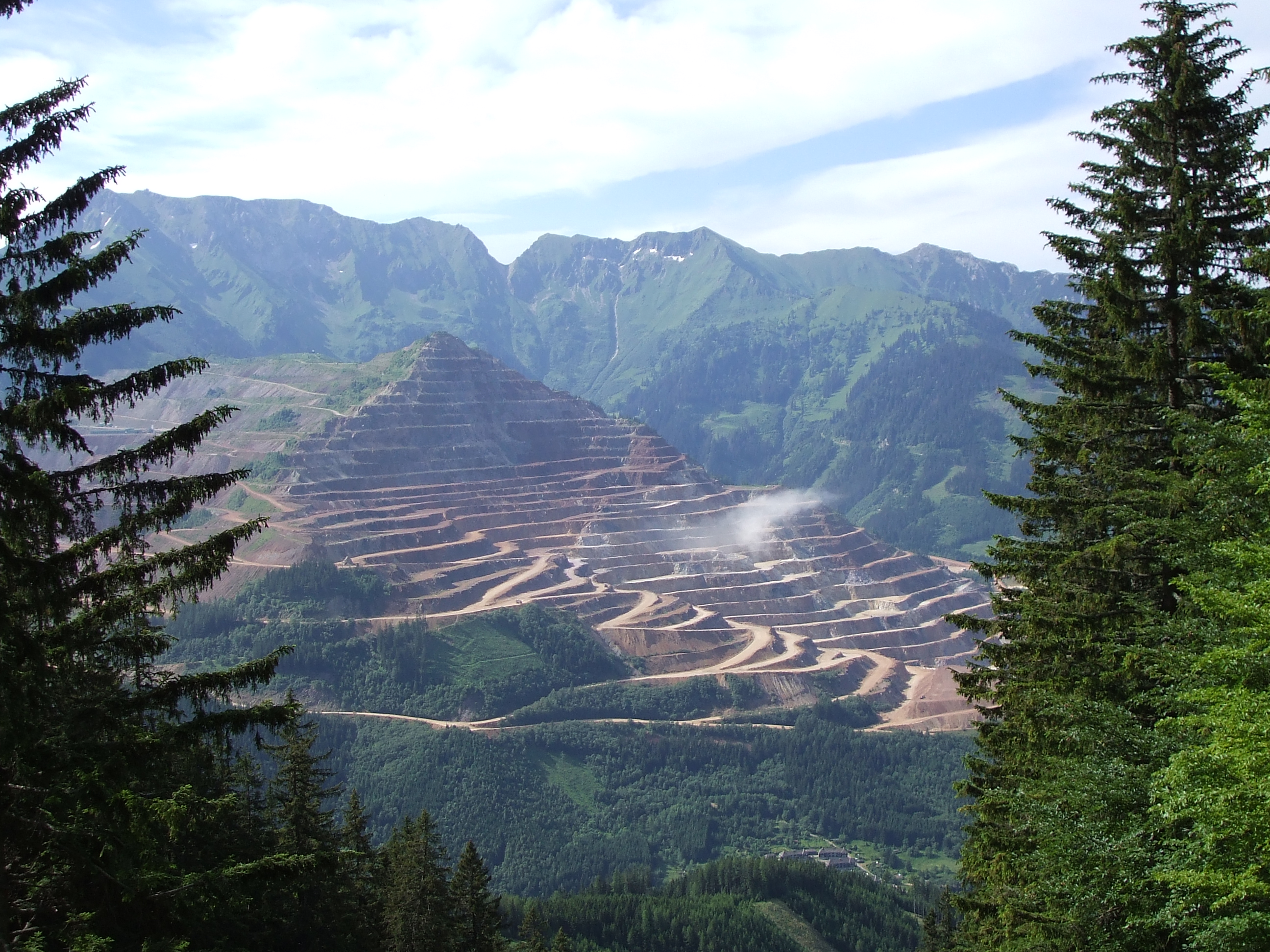
Erzberg

Erzberg är ett berg i Eisenerz i den österrikiska delstaten Steiermark. Erzberg ligger i Eisenerzalperna och har världens största sideritfyndighet. Järnmalmsutvinningen sker idag i dagbrott på 30 terrasser. Årligen bryts ca 2 miljoner ton järnmalm som transporteras till stålverken i Linz och Donawitz.

## Historik
Malmbrytning på Erzberg var redan känd hos romarna som importerade noriskt järn i början på 400-talet f.Kr. De första skriftliga beläggen på malmbrytningen härstammar från 1171. Fram till 1800-talet skedde malmbrytningen underjordiskt i gruvor. 1820 började man med dagbrottet.
Den underjordiska malmbrytningen lades ned 1986. Delar av den nedlagda gruvan omvandlades till en besöksgruva som omfattar 820 m gruvgångar på två nivåer. Även dagbrottet kan besökas.